# Artibeus obscurus
Artibeus obscurus (Schinz, 1821) è un pipistrello della famiglia dei Fillostomidi diffuso nell'America meridionale.

## Descrizione

### Dimensioni
Pipistrello di medie dimensioni, con la lunghezza totale tra 74 e 87 mm, la lunghezza dell'avambraccio tra 55,4 e 65 mm, la lunghezza del piede tra 13 e 19 mm, la lunghezza delle orecchie tra 21 e 24 mm e un peso fino a 52,5 g.

### Aspetto
La pelliccia è lunga e liscia. Le parti dorsali variano dal bruno-nerastro al nerastro, mentre le parti ventrali sono grigio scure, con le punte dei peli più chiare. Il muso è corto e largo. La foglia nasale è ben sviluppata e lanceolata. Due strisce chiare poco visibili sono presenti su ogni lato del viso, la prima è larga e si estende dall'angolo esterno della foglia nasale fino a dietro l'orecchio, mentre la seconda parte dall'angolo posteriore della bocca e termina alla base del padiglione auricolare. Il labbro inferiore ha una verruca al centro circondata da altre piccole verruche. Gli occhi sono relativamente grandi. Le orecchie sono corte, triangolari e con l'estremità arrotondata. Il trago è nerastro. È privo di coda, mentre l'uropatagio è ridotto ad una sottile membrana lungo la parte interna degli arti inferiori ed è ricoperto densamente di peli. Il calcar è corto. Sono presenti 3 molari su ogni semi-arcata dentaria. Il cariotipo è 2n=30-31 FNa=56.

## Biologia

### Comportamento
Si rifugia sotto grandi foglie di alberi come Phenakospermum guyannense o sotto le cortecce rialzate a circa 6-7 metri dal suolo

### Alimentazione
Si nutre di frutta, particolarmente di specie native di Ficus.

### Riproduzione
Probabilmente sono presenti due stagioni riproduttive. Femmine gravide sono state catturate tra febbraio e maggio in Venezuela e Brasile e da luglio a novembre in Perù, Venezuela e Mato Grosso. Una femmina gravida che allattava è stata inoltre catturata in Ecuador nel mese di febbraio.

## Distribuzione e habitat
Questa specie è diffusa in Colombia centrale e meridionale, Venezuela meridionale, Guyana, Suriname, Guyana francese, Ecuador e Perù orientali, Bolivia nord-occidentale e gran parte del Brasile, eccetto la parte meridionale e sud-occidentale.
Vive nelle foreste umide tropicali e in palmeti, frutteti, colture, pascoli e campi fino a 1.350 metri di altitudine.

## Conservazione
La IUCN Red List, considerato il vasto areale e la popolazione presumibilmente numerosa, classifica A.obscurus come specie a rischio minimo (Least Concern)).